# 白鳥町立牛道小学校六ノ里分校
白鳥町立牛道小学校六ノ里分校（しろとりちょうりつ　うしみちしょうがっこう　ろくのりぶんこう）は、かつて岐阜県郡上郡白鳥町（現・郡上市）に存在した公立小学校の分校。

## 概要
- 牛道小学校の分校であり、白鳥町六ノ里（旧・牛道村大字六ノ里）が校区であった。1981年に白鳥町が町内の分校（六ノ里分校・牛道小学校阿多岐分校・北濃小学校第一分校・北濃小学校干田野分校）[注釈 2]を廃止することが議決され、1982年廃校。
- 跡地は岐阜県道82号白鳥明宝線の整備により、道路の一部となっている。

## 沿革
- 1873年（明治6年） - 吻爪小学校が開校。光蓮寺[注釈 3]を仮校舎とする。
- 1875年（明治8年） - 橋詰村、栃洞村、畑ケ谷村、折村、藤林村、高久村が合併し、六ノ里村が発足。
- 1886年（明治19年） - 新築移転。六ノ里簡易科小学校に改称する。
- 1893年（明治26年） - 下西多簡易科小学校、六ノ里簡易科小学校、上西多簡易科小学校を統合し、東条尋常小学校となる。旧・六ノ里簡易科小学校は六ノ里分校となる。
- 1897年（明治30年）4月1日 - 野添村、六ノ里村、西多村、陰地村、那留村が合併し、牛道村が発足。
- 1898年（明治31年） - 東条尋常小学校から独立し、六ノ里尋常小学校となる。
- 1908年（明治41年）4月 - 牛道尋常高等小学校に統合され、廃校。
- 1909年（明治42年）4月 - 牛道尋常高等小学校六ノ里分教場が開校。尋常科1～4年が通学する。校舎は旧・六ノ里尋常小学校校舎を転用する。
- 1941年（昭和16年）4月1日 - 牛道国民学校六ノ里分教場に改称する。
- 1947年（昭和22年）4月1日 - 牛道村立牛道小学校六ノ里分校に改称する。
- 1954年（昭和29年） - 校舎を新築する。
- 1956年（昭和31年）4月1日 - 白鳥町、牛道村、北濃村と合併し、白鳥町が発足。同時に白鳥町立牛道小学校六ノ里分校に改称する。
- 1980年（昭和55年） - プールが完成。
- 1981年（昭和56年）11月 - 廃校が決定する。
- 1982年（昭和57年）3月 - 廃校。